# Johann Christian Reil
Johann Christian Reil (Rhauderfehn, Districte de Leer, Baixa Saxònia, 20 de febrer de 1759, - 22 de novembre de 1813) fou un metge, psicòleg, anatomista i psiquiatre alemany. Va encunyar el terme «psiquiatria» (Psychiatrie) l'any 1808.

## Trajectòria
Hi ha diverses malalties i característiques anatòmiques que porten el seu nom, com el Dit de Reil (o malaltia de Raynaud) i les línies de Beau-Reil (estries en les ungles), així com l'ínsula de Reil en l'escorça cerebral. L'any 1809 va descriure per primera vegada el tracte de fibra de substància blanca conegut actualment com a fascicle arquejat, així com el locus ceruli.
Des 1788-1810, treballa en un hospital a Halle (Saxònia-Anhalt), Alemanya. El 1795, va fundar la primera revista sobre psicologia a Alemanya: Archiv für die Physiologie. El 1810 es va convertir en un dels primers professors universitaris de psiquiatria en obtenir la càtedra de medicina a Berlín. De 1802-1805, el poeta Goethe va visitar-lo amb regularitat a Reil per discutir sobre matèries científiques com la psiquiatria, així com per adquirir les seves habilitats mèdiques.
Reil va utilitzar el terme 'psychiaterie' en una publicació de curta durada que havia fundat amb J.C. Hoffbauer, Beytrage zur Beforderung einer Curmethode auf psychischem Wege (1808: 169). Va argumentar que la psiquiatria no hauria d'existir simplement com una branca de la medicina (psychische Medizin), sinó com una disciplina pròpia exercida per metges amb una formació especialitzada. També va tractar de difondre la difícil situació que vivien els dements en les institucions mentals, i va intentar desenvolupar un tractament de tipus "psíquic", inspirat en el tractament moral imperant en aquells dies, tot i que es va mostrar crític amb Philippe Pinel. Al contrari que Pinel, Reil era un teòric amb poca experiència directa en clínica. A Reil se'l considera un escriptor inscrit en el context del romanticisme alemany, i el seu treball de 1803, Rhapsidien uber die Anwendung der psychischen Kurmethode auf Geisteszeruttungen ('Rapsòdies sobre l'aplicació dels mètodes de tractament a esperits desorganitzats') s'ha considerat com el document més important de la psiquiatria romàntica.
Reil no va entendre la bogeria simplement com una ruptura amb la raó, sinó com un reflex d'unes condicions socials àmplies, i va creure que els avenços de la civilització provocaven un empitjorament de la salut mental. La bogeria no seria el resultat de lesions cerebrals o de trastorns hereditaris, sinó d'una pertorbació en l'harmonia de les funcions mentals arrelades al sistema nerviós.
Reil va morir en 1813 a conseqüència de l'tifus, malaltia que va contraure mentre atenia als ferits a la batalla de Leipzig, més tard coneguda com la Batalla de les Nacions, una de les confrontacions més dures de les Guerres Napoleòniques.